# Slot Solliden

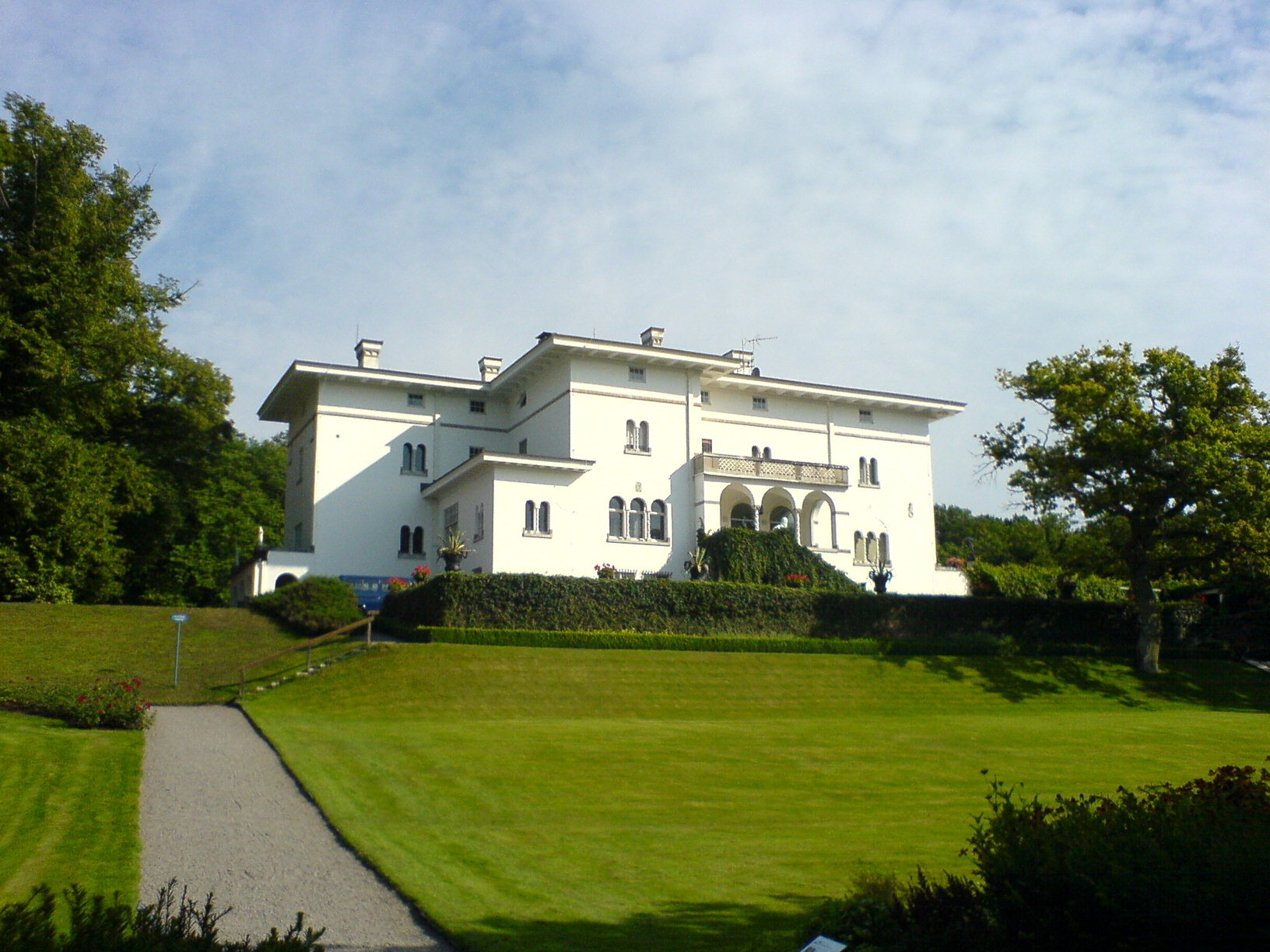
Slot Solliden, aanblik van de tuinzijde

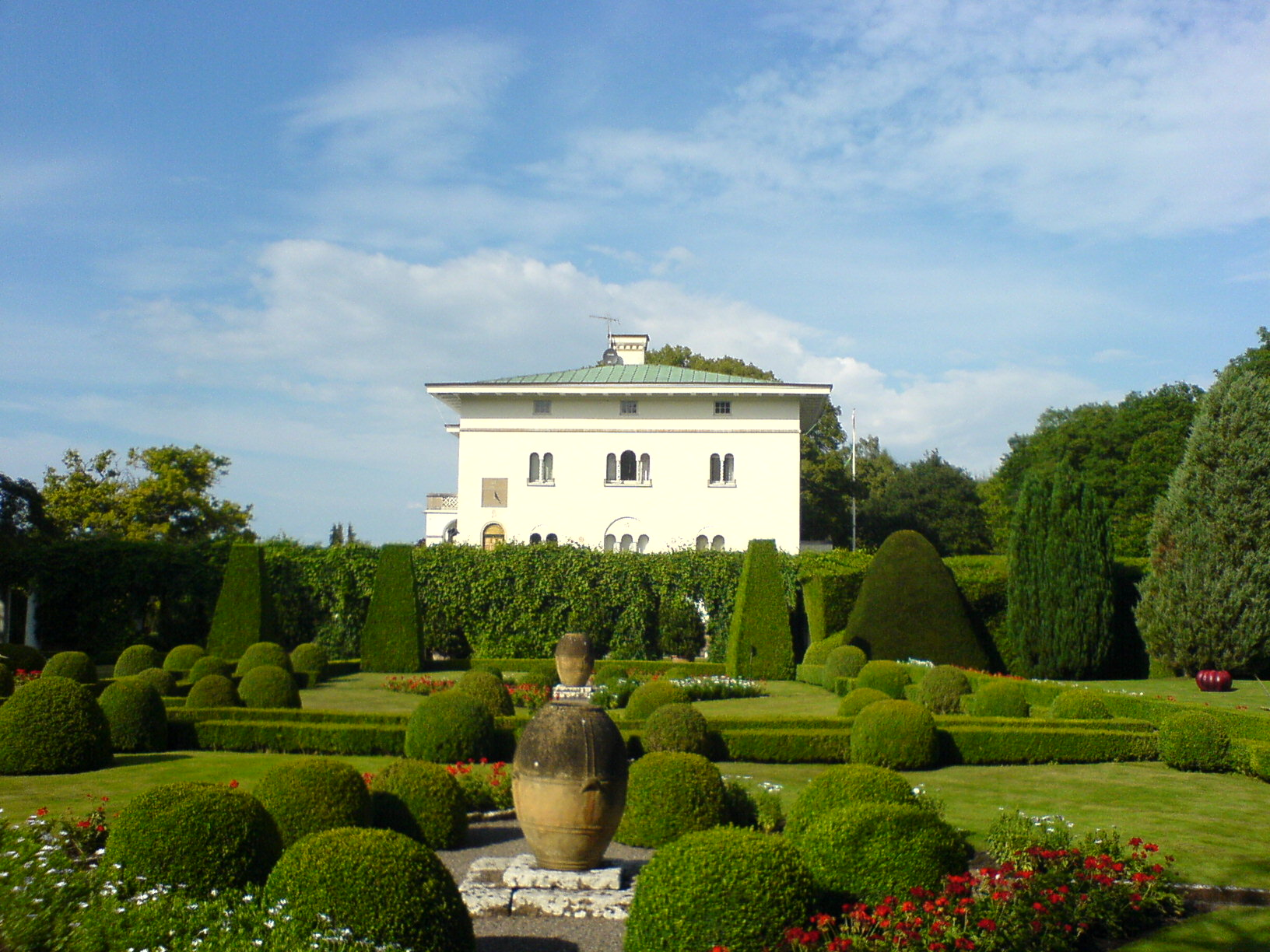
De Italiaanse tuin bij Slot Solliden

Slot Solliden is het zomerpaleis van de Zweedse koninklijke familie. Het Slot ligt op het eiland Öland.
Het paleis werd tussen 1903 en 1906 gebouwd in opdracht van koningin Victoria, echtgenote van koning Gustaaf V. Het slot werd gebouwd naar het voorbeeld van de Villa San Michele, die de Zweedse schrijver-arts Axel Munthe, met wie de koningin nauw bevriend was, had laten bouwen op het Italiaanse eiland Capri.
De huidige Zweedse koning Karel XVI Gustaaf erfde het paleis in 1950, zelf was hij toen vier jaar oud, van zijn grootvader, koning Gustaaf V. De Zweedse koninklijke familie brengt hier de zomervakantie door. De Zweedse kroonprinses Victoria, die op 14 juli jarig is, viert hier traditioneel haar verjaardag. Een groot aantal eilandbewoners komt dan naar het paleis. Na een korte verjaardagstoespraak van de koning, verstaat de kroonprinses zich met het toegestroomde publiek.
Het paleis is niet voor publiek toegankelijk. Dat zijn wel de tuinen. Deze zijn thematisch - in dit geval naar de aard van verschillende landen - aangelegd. Zo is er een Italiaanse, een Engelse en een Nederlandse tuin. Deze laatste tuin werd in 1922 aan koningin Victoria geschonken door de Nederlandse koningin Wilhelmina.